# المهدي صلاح بن علي
المهدي صلاح بن علي (توفي في 1446) إمام الدولة الزيدية في اليمن من 1436 إلى 1446.
صلاح سليل الإمام المنصور يحيى بن الناصر من الجيل الثالث عشر. كان والده الباحث الزيدي المعروف علي بن محمد بن أبو القاسم الذي توفي في 1433. عندما توفي ثلاثة الإمام السابق المنصور علي بن صلاح الدين بمرض الطاعون في 1436 ادعى ثلاث سادة الإمامة. أحدهم كان صلاح الذي اتخذ اسم المهدي صلاح. كانت منافسيه المنصور الناصر بن محمد والمتوكل على الله المطهر بن محمد بن سليمان الذين ينتمون إلى فروع أخرى من الرسيين. أصبح المنصور الناصر الذي تربطه علاقات بأسرة الإمام المتوفى المهيمن في أوساط المجتمع الزيدي في شمال اليمن. في نهاية المطاف قبض على المهدي صلاح الذي توفي في السجن في كوكبان في 1445. دفن في مسجد موسى أحد أصغر مساجد صنعاء.